# Vol Comair 3272
Le vol Comair 3272 était un vol intérieur régulier reliant Cincinnati, dans l'Ohio, à Détroit, dans le Michigan. Le 9 janvier 1997, alors qu’il se préparait à l'approche, l’Embraer EMB 120 Brasilia est subitement parti en piqué et s’est écrasé à 29 kilomètres au sud-ouest de l’aéroport métropolitain de Détroit à 15 h 54 (heure locale). Les 26 passagers et trois membres d'équipage à bord ont tous été tués dans l'accident.
L'enquête du conseil national de la sécurité des transports (NTSB) a déterminé qu'une formation de glace s'est accumulée sur les ailes de l'avion durant le vol, ce qui a provoqué un décrochage et une perte de contrôle lors de l'approche. 
La cause de l'accident a été déterminée comme étant des procédures inadéquates et obsolètes en matière de vol en conditions givrantes. Certaines de ces procédures provenaient de l'incapacité de la Federal Aviation Administration (FAA) à spécifier des vitesses minimales adaptées aux conditions de givrage, tandis que d'autres étaient des défauts du manuel des procédures d'exploitation de la compagnie aérienne, notamment des instructions obsolètes sur l'utilisation des dispositifs anti-givrage qui ne respectaient pas les instructions du constructeur de l'avion.

## Avion et équipage
L'appareil impliqué est un Embraer EMB 120 RT Brasilia, immatriculé N265CA (numéro de série 120257). Ce bi-turbopropulseur a effectuer son premier vol en 1991 et avait été livré neuf à Comair le 6 février 1992. Au moment de l'accident, il totalisait 12 752 heures de vol et 12 734 cycles (décollage/atterrissage).
Les deux pilotes et un agent de bord composaient les trois membres de l'équipage. Le commandant de bord était Dann Carlsen, âgé de 42 ans. Il avait 5 329 heures de vol, dont 1 097 heures sur EMB-120. L'officier pilote de ligne, Kenneth Reece, âgé de 29 ans, était le pilote aux commandes (PF) sur ce vol. Il comptait 2 582 heures heures de vol, dont 1 494 sur EMB-120(p6-8).

## Accident
Le vol 3272 a décollé de l'aéroport international de Cincinnati-Northern Kentucky à 14 h 53. Moins d’une heure plus tard, les pilotes ont commencé l’approche sur l’aéroport métropolitain de Detroit. Le contrôleur aérien a alors demandé aux pilotes de descendre à 4 000 pieds (1 220 mètres) et de virer à droite sur un cap de 180 degrés.
Environ 45 secondes plus tard, il a été demandé aux pilotes de tourner à gauche sur un cap de 090 degrés pour intercepter l'ILS (système d'atterrissage aux instruments). Pendant le virage, le commandant Carlsen a déclaré : « Ouais, on dirait que votre indicateur de vitesse est bas », et a demandé au copilote Reece d'augmenter la puissance des moteurs. 
Presque immédiatement, l'avion a décroché brusquement,. L'Embraer s'est violemment incliné de 145 degrés à gauche, puis à droite, puis de nouveau à gauche,. 
Le vol 3272 s'écrase finalement dans un champ à Raisinville (en), dans le comté de Monroe, tuant sur le coup les 29 passagers et membres d'équipage à bord,,,.

Site de l'accident
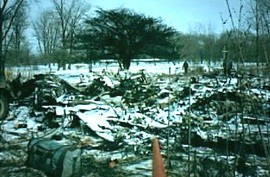
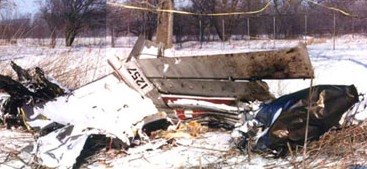
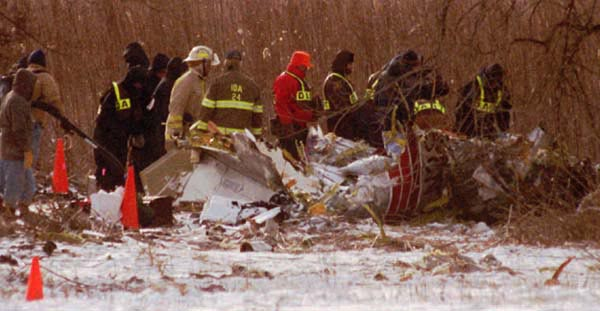

## Enquête
Le conseil national de la sécurité des transports américain (NTSB) a très vite remarqué de nombreuses similitudes entre cet accident et celui du vol American Eagle 4184, survenu trois ans auparavant.
Le NTSB a déterminé que l'accident du vol 3272 était dû à des normes inadéquates concernant les opérations de dégivrage en vol, en particulier le fait que la Federal Aviation Administration (FAA) n’avait pas réussi à établir une altitude et une vitesse minimale adéquate pour les vols en conditions givrantes, ce qui a entraîné une perte de contrôle de l'avion lorsque celui-ci a accumulé un dépôt de glace sur la surface des ailes,,.

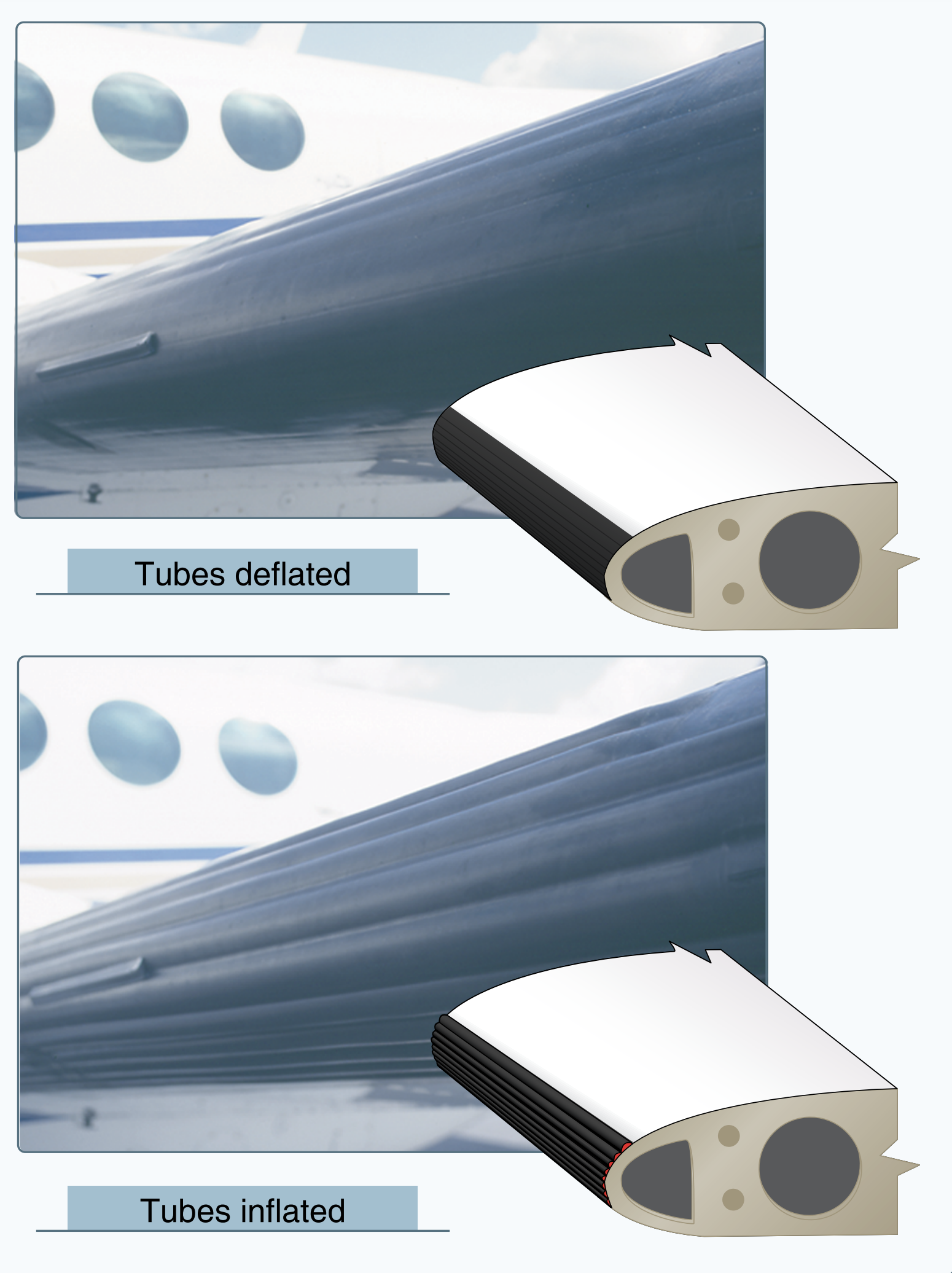
Photo montrant le système de dégivrage de l'aile, à base de boudins pneumatiques, qui cassent la glace sur les bords d'attaques.

La décision des pilotes d’opérer dans des conditions de givrage proches de la limite du domaine de vol pendant que les volets étaient rentrés a aussi été un facteur déterminant. En effet, Comair n'avait pas établi de valeur minimale pour la configuration des volets et pour la vitesse à adopter en vol dans des conditions givrantes. 
De plus, contre la recommandation du constructeur de l'avion, Embraer, les pilotes n'ont pas activé les systèmes de dégivrage mécaniques, à base de boudins en caoutchouc qui se gonflent sur les bords d'attaques des ailes pour casser la glace accumulée, durant la phase d'approche. En effet, les recommandations du manuel d'exploitation de vol de la compagnie aérienne contrevenaient à celles du constructeur en raison d'un ancien problème récurrent appelé pont de glace, valable pour les anciens avions mais qui n’était plus d'actualité pour les avions de nouvelle génération comme l’Embraer 120.

## Conséquences
À la suite de l'accident du vol 3272 et de la publication du rapport final, 25 recommandations de sécurité ont été émises par le NTSB, notamment en ce qui concerne l'activation des systèmes de protection contre le givre sur les ailes des avions à turbopropulseurs aux premiers signes de givrage(p182-185),,.
Comme le site de l'accident se trouve sur une propriété privée, un mémorial a été construit au Roselawn Memorial Park à La Salle, dans le Michigan, où les restes non identifiés des personnes tuées dans l'accident sont enterrés. Deux décennies plus tard, d'anciens pilotes de Comair ont visité le site de l'accident,,.

## Médias
L'accident a fait l'objet d'un épisode dans la série télévisée Air Crash nommé « Mythe mortel » (saison 17 - épisode 2).

### Vidéos
- (en) [vidéo] WCPO 9, « Comair flight from Cincinnati crashes approaching Detroit on Jan. 9, 1997 », sur YouTube.
- (en) [vidéo] « NTSB Animation Comair Flight 3272 », sur YouTube.